# Двое из нас
«Двое из нас» (англ. Two of Us) — фильм о встрече двух бывших музыкантов группы The Beatles — Джоне Ленноне и Поле Маккартни. Фильм назван по одноимённой песне с альбома Let It Be 1970 года.

## Сюжет
В основе сюжета фильма лежит реальная история встречи двух бывших музыкантов группы The Beatles. Встреча проходила в Нью-Йорке в 1976 году.
Пол Маккартни приезжает в гости к своему старому другу Джону Леннону. В это время весь мир обсуждал возможное воссоединение легендарных «битлов». Жена и сын Джона (Йоко и Шон) оказываются в отъезде (что, вообще-то не соответствует действительности: в реальной жизни они были дома). После первых нескольких натянутых минут, точнее, после того, как у Пола в кармане «случайно» оказалась заначка травы, лёд между героями начал таять. Джон и Пол проводят вместе целый день, сначала в квартире, а затем, напялив на себя грим, пошли гулять по Нью-Йорку. Сначала они прогулялись по Сентрал-Парку, затем зашли в кафе, после чего забрались на крышу Дакоты, вспоминая былые времена и разговаривая друг с другом. Кульминацией фильма является момент, когда Джон и Пол, смотря телевизор, видят, как в телевизионной передаче обсуждают воссоединение Битлз. Джон загорается идеей и предлагает Полу отправиться в студию этой телепередачи (студия находилась в двух кварталах от дома Джона) и выступить перед телезрителями. Пол соглашается и бежит в машину за гитарой, но когда он возвращается, то видит, что Джон сидит на полу и разговаривает с Йоко по телефону. Пол машет Джону рукой, Джон машет Полу в ответ, и Пол уходит. Пол садится в машину и звонит своей жене Линде, где рассказывает о своей встрече с Джоном.

## В ролях
- Эйдан Куинн — Пол Маккартни
- Джаред Харрис — Джон Леннон
- Рик Рейд — телеинтервьюер
- Мартин Мартинуцци —  водитель лимузина
- Нил Фостер — консьерж
- Джо Бостик — лифтёр

## Отзывы критиков
Кевин МакДонаф посчитал, что в менее талантливых руках результат был бы ужасен, но Линдсей-Хоггу и Стэнсфилду удалось создать «маленький шедевр, вариацию „Моего ужина с Андре“».

## Исторический контекст
Слухи о воссоединении The Beatles не прекращались на протяжении 70-х. Эпизод с Saturday Night Live действительно имел место, о чём в интервью журналу Playboy в сентябре 1980 года говорил Леннон:
Мы с Полом вместе смотрели это шоу. Он навестил нас в Дакоте. Мы смотрели его и чуть не спустились в студию, просто для прикола. Мы чуть не сели в такси, но были слишком уставшими [...] Это было время, когда Пол просто появлялся с гитарой у нашей двери. Я впускал его, но однажды сказал: «Пожалуйста, позвони, прежде чем придёшь. Сейчас не 1956 год, и появление в дверях сейчас — не то же самое. Знаешь, просто позвони мне». Он был расстроен, но я не хотел ничего плохого. Я просто имел в виду, что весь день забочусь о ребёнке, и тут какой-то парень появляется у двери [...] В любом случае, в тот вечер пришли он и Линда, и мы с ним просто сидели, смотрели шоу, и подумали: «Ха-ха, разве не было бы забавно, если бы мы пошли туда?», но мы этого не сделали.
Маккартни также подтвердил данный эпизод в одном из интервью. По словам Эйдана Куинна, Маккартни фильм понравился.